# Gemeenschappelijk Uitvoeringsorgaan
Het Gezamenlijk Uitvoeringsorgaan (GUO) was in Nederland de gezamenlijke uitvoeringsorganisatie voor een aantal bedrijfsverenigingen ontstaan begin jaren 90. Het GUO is later op gegaan in het Uitvoeringsinstituut Werknemersverzekeringen (UWV).

## Taken
De bedrijfsverenigingen waren voor de oprichting van het UWV verantwoordelijk voor de uitvoering van diverse sociale verzekeringswetten zoals WAO, WW en Ziektewet waarin werknemers verplicht werden verzekerd voor ziekte, werkloosheid en arbeidsongeschiktheid. Daarnaast had een deel van de bedrijfsverenigingen aanvullende bovenwettelijke uitkeringsregelingen voor werkgevers in bepaalde sectoren.
Het GUO was verantwoordelijk voor de administratie van drie bedrijfsverenigingen en voor uitvoering van werknemersverzekeringen met betrekking tot de werknemers van bedrijven die werkten in de sectoren die vielen onder de Agrarische Sociale Fondsen (ASF), BV De Samenwerking (Bedrijfsvereniging voor het Slagers- en Vleeswarenbedrijf, de Groothandel in Vlees en de Pluimveeslachterijen) en de BV Tabaksverwerkende industrie. Ook voerden zij de bovenwettelijke aanvullende regelingen van deze bedrijfsverenigingen uit. 
Die uitvoering behelsde het registreren, controleren en verstrekken van uitkeringen. 
Daarnaast het (her)keuren van werknemers voor de WAO.
Aanvullend op de uitkeringen werden ook toeslagen versterkt in het kader van de Toeslagenwet wat geen werknemersverzekering was maar een centrale overheidsaanvulling op lage uitkeringen tot het bijstandsniveau. 
Verder werden door het GUO bij de werkgevers de bijdragen voor de bedrijfsverenigingen en de sociale premies geïnd voor de sociale fondsen waaruit de werknemers uitkeringen werden betaald.

## Geschiedenis
In de jaren 1988-1993 werkten vier bedrijfsverenigingen, te weten de BV Bakkers samen met de Agrarische Sociale Fondsen (ASF), BV De Samenwerking en BV Tabaksverwerkende industrie (de zgn. BASTA-groep) aan de oprichting van het Gezamenlijk Uitvoeringsorgaan (GUO), als alternatief voor het GAK. Uiteindelijk werd in 1994 onder druk van de veranderingen in de sociale verzekeringswereld door de BV Bakkers afgezien van opgaan in het GUO, en werd alsnog een administratieovereenkomst aangegaan met het Gak (effectief per 1 november 1994).
De overige 3 bedrijfsverenigingen fuseerden hun uitvoering in het GUO.
Per 1 februari 2002 is het GUO samen met de andere uitvoeringsorganisaties van de bedrijfsverenigingen te weten het GAK, de Detam, het SFB en het USZO opgegaan in het UWV en daarmee is effectief de uitvoering van de werknemersverzekeringen door de werknemersorganisaties overgedragen aan de overheid.
Het innen van de sociale premies is uiteindelijk overgedragen aan de belastingdienst.